# Sùng bái cá nhân Stalin

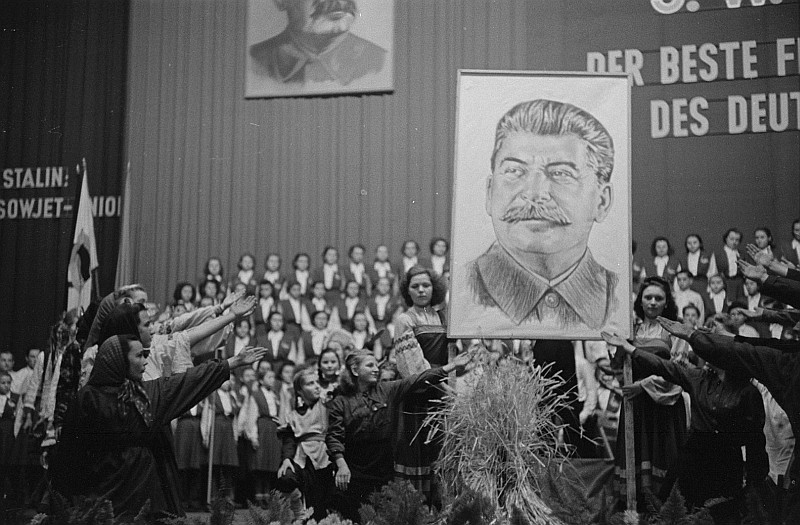
Áp phích của Stalin được trưng bày tại một sự kiện công cộng ở Leipzig năm 1950

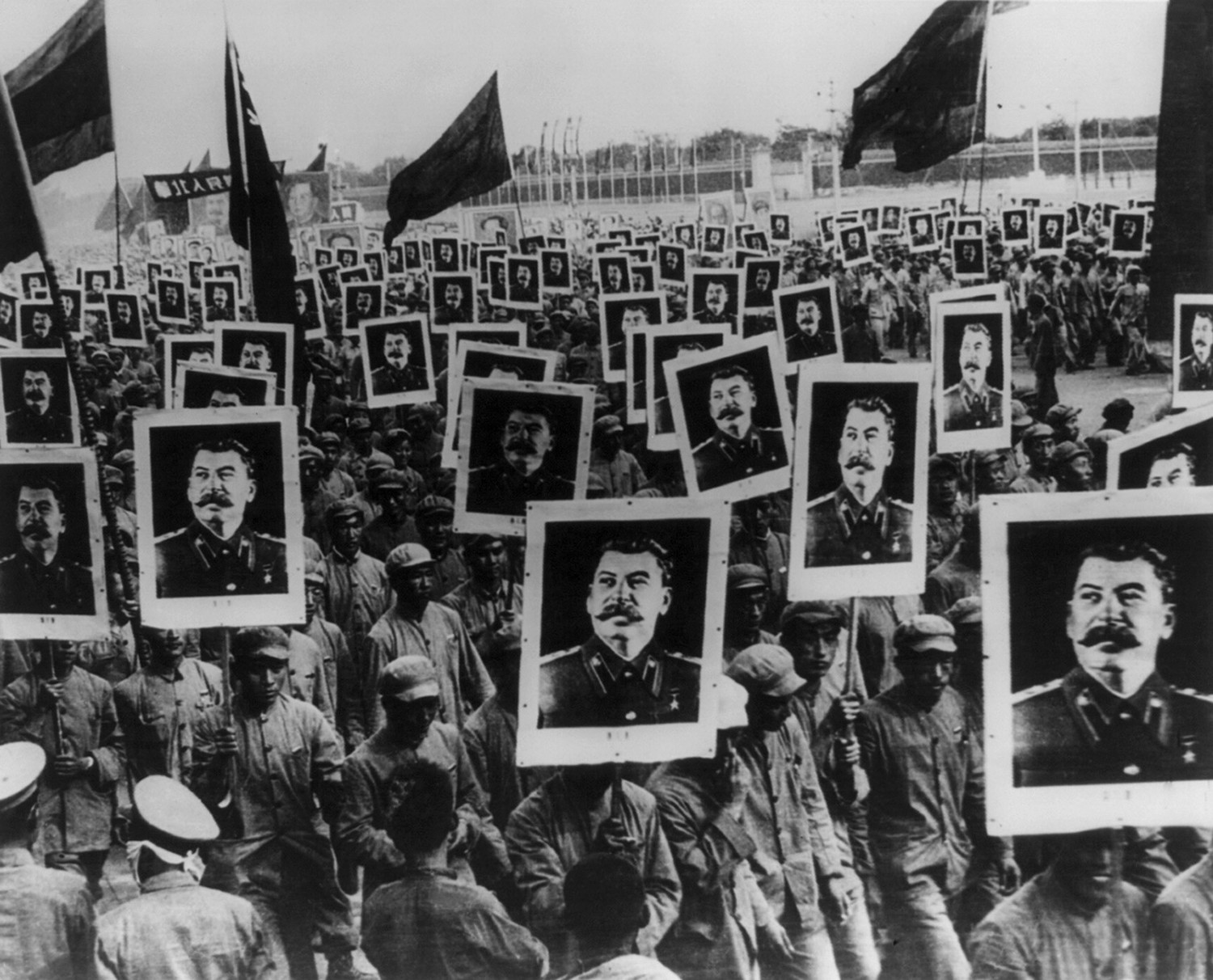
Lễ kỷ niệm sinh nhật lần thứ 70 được cho là của Stalin tại Cộng hòa Nhân dân Trung Hoa

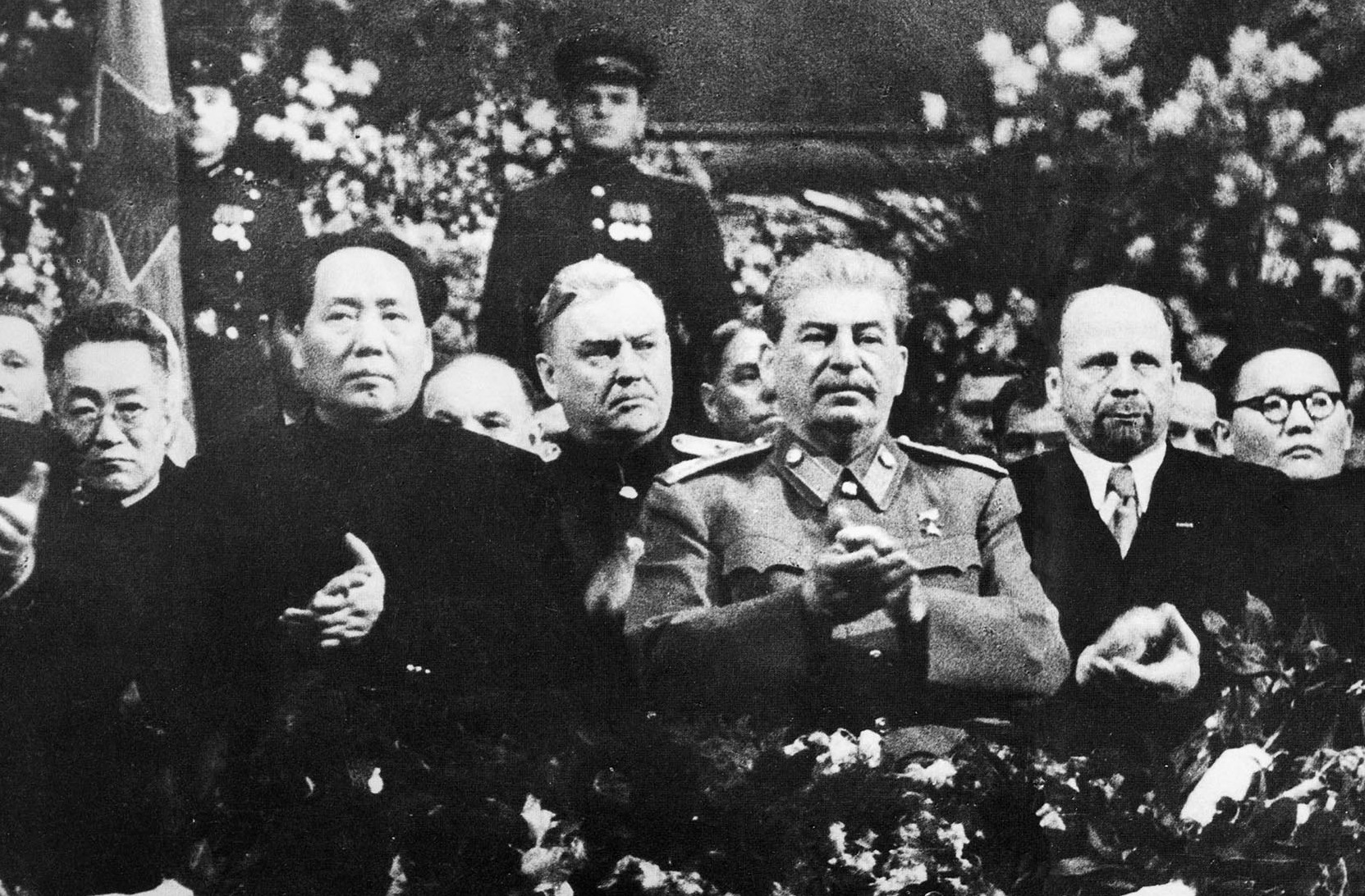
Stalin trong lễ sinh nhật lần thứ 70 cùng với Nguyên soái Nikolai Bulganin, Lãnh tụ Cộng sản Trung Quốc Mao Trạch Đông, Lãnh đạo Cộng sản Mông Cổ Yumjaagiin Tsedenbal và Lãnh đạo Cộng sản Đức Walter Ulbricht

Sự sùng bái cá nhân của Joseph Stalin đã trở thành một đặc điểm nổi bật của nền văn hóa đại chúng của Liên Xô vào năm 1929, sau một lễ kỷ niệm xa hoa nhân sinh nhật lần thứ 50 dự kiến của ông.  Đối với phần còn lại của sự cai trị của Stalin, báo chí Liên Xô đã giới thiệu Stalin như một nhà lãnh đạo toàn năng, toàn tri, với tên và hình ảnh của Stalin xuất hiện ở khắp mọi nơi. Nhà sử học Archie Brown đặt lễ kỷ niệm sinh nhật lần thứ 50 của Stalin vào ngày 21 tháng 12 năm 1929 là điểm khởi đầu cho sự sùng bái nhân cách của ông. 